# Trzebień (stacja kolejowa)
Trzebień – nieistniejąca stacja kolejowa w Trzebieniu, w Obrębie Leśnym Wierzbowa, w Borach Dolnośląskich, w województwie dolnośląskim, w Polsce.